# Родригес Маэсо, Гастон
Гастон Родригес Маэсо (исп. Gastón Rodríguez Maeso; родился 23 марта 1992 года, Монтевидео) — уругвайский футболист, нападающий клуба «Атенас».

## Биография
Родригес — воспитанник клуба «Монтевидео Уондерерс» из своего родного города. 10 сентября 2011 года в матче «Серро» он дебютировал в уругвайской Примере. 24 сентября в поединке против «Эль Танке Сислей» Гастон забил свой первый гол за «Уорндерерс». В 2013 году Родригес помог команде завоевать серебряные медали уругвайского первенства. 17 февраля 2015 года в матче против венесуэльской «Саморы» он дебютировал в Кубке Либертадорес. В этом же поединке Гастон забил свой первый мяч на международном уровне.
По итогам сезона 2015/16 Родригес поделил первое место в списке лучших бомбардиров чемпионата Уругвая с Хуниором Ариасом. Оба футболиста забили по 19 мячей в Примере.
Летом 2016 года Родригес перешёл в «Пеньяроль». Сумма трансфера составила 1,3 млн евро. 4 сентября в матче против столичного «Феникса» он дебютировал за новую команду. 16 октября в поединке против «Вилья Эспаньола» Гастон забил свой первый гол за «Пеньяроль». В 2017 году в матчах Кубка Либертадорес против боливийского «Хорхе Вильстреманн», бразильского «Палмейраса» и аргентинского «Атлетико Тукуман» он забил четыре мяча. В том же году Родригес помог команде выиграть чемпионат.
В 2018 году был отдан в аренду в ЛДУ Кито, которому в первый же год помог впервые за восемь лет выиграть национальный чемпионат.
Родной брат Гастона, Максимильяно («Макси») Родригес Маэсо — также футболист, выступал за ряд клубов в Уругвае, Бразилии, Чили и Аргентины, включая «Монтевидео Уондерерс», «Пеньяроль», «Гремио» и «Васко да Гаму».

## Достижения
Командные
- Чемпион Уругвая (1): 2017
- Чемпион Эквадора (1): 2018

Индивидуальные
- Лучший бомбардир чемпионата Уругвая — 2015/16 (19 голов)
- Лучший футболист чемпионата Уругвая 2015/16 по версиям Ovación[13] и Referí[14]